# Ossów (gromada)
Ossów – dawna gromada, czyli najmniejsza jednostka podziału terytorialnego Polskiej Rzeczypospolitej Ludowej w latach 1954–1972.
Gromady, z gromadzkimi radami narodowymi (GRN) jako organami władzy najniższego stopnia na wsi, funkcjonowały od reformy reorganizującej administrację wiejską przeprowadzonej jesienią 1954 do momentu ich zniesienia z dniem 1 stycznia 1973, tym samym wypierając organizację gminną w latach 1954–1972.
Gromadę Ossów z siedzibą GRN w Ossowie utworzono – jako jedną z 8759 gromad na obszarze Polski – w powiecie wołomińskim w woj. warszawskim, na mocy uchwały nr VI/10/23/54 WRN w Warszawie z dnia 5 października 1954. W skład jednostki wszedł obszar dotychczasowej gromady Ossów ze zniesionej gminy Kobyłka, obszary dotychczasowych gromad Kobylak i Turów ze zniesionej gminy Zielonka oraz obszar dotychczasowej gromady Leśniakowizna ze zniesionej gminy Ręczaje w tymże powiecie. Dla gromady ustalono 18 członków gromadzkiej rady narodowej.
1 stycznia 1958 z gromady Ossów wyłączono osadę Helenówek, włączając ją do miasta Wołomina w tymże powiecie.
Gromadę zniesiono 1 stycznia 1969 a jej obszar wszedł w skład nowo utworzonej gromady Wołomin w tymże powiecie.